# Тлумачення снів
Тлумачення снів чи сновидінь — процес присвоєння сенсу сновидінням. У багатьох стародавніх суспільствах, таких як Єгипет і Греція, сновидіння вважалися надприродним зв'язком або «засобом божественного втручання, повідомлення якого може бути розгаданим тими хто мав певні сили для цього».
Книга, у якій тлумачаться сни називається сонник.